# Кизил-Дере
Кизил-Дере — бывшее село в Ахтынском районе Дагестана. Входило в состав Хновского сельсовета. В 1990-е годы включено в состав села Хнов.

## Географическое положение
Располагалось на левом берегу реки Кызылдере вместе впадения ее в реку Ахтычай, в 1,2 км (по прямой) к юго-востоку от окраины села Хнов.

## История
Рабочий посёлок геолого-разведочной партии Кизи-Дере возник в 1965 году в связи с разведкой медного месторождения. По данным на 1970 год посёлок входил в состав Хновского сельсовета. В 1989 году значится уже селом того же сельсовета.

## Население
По данным переписи 1970 года в посёлке проживало 253 человека. По данным переписи 1989 года в селе проживало 279 человек, все указаны в переписи как лезгины.